# Europees kampioenschap voetbal vrouwen onder 19 - 2025
Het Europees kampioenschap voetbal vrouwen onder 19 van 2025 is de 22ste editie van het Europees kampioenschap voetbal vrouwen onder 19, dat jaarlijks wordt georganiseerd door de UEFA voor alle Europese nationale vrouwenploegen onder 19 jaar. Polen werd op 28 juni 2024 door de UEFA aangeduid als gastland.   Enkel speelsters die geboren zijn op of na 1 januari 2006 waren speelgerechtigd.
Acht landen nemen deel aan het toernooi: gastland Polen, de zeven poulewinnaars van een eliteronde in de lente van 2025. Elke wedstrijd duurde 90 minuten, verdeeld over twee helften van 45 minuten, met een pauze van 15 minuten.
De top vijf plus gastland Polen plaatsen zich tevens voor het Wereldkampioenschap voetbal vrouwen onder 20 van 2026.
Spanje is de titelhouder door in 2024 Nederland met 2-1 te verslaan

## Groep A
| Pos | Team      | Wed | W | G | V | Ptn | DV | DT | +/− | Kwalificatie                                    |
| --- | --------- | --- | - | - | - | --- | -- | -- | --- | ----------------------------------------------- |
| 1   | Frankrijk | 3   | 3 | 0 | 0 | 9   | 11 | 1  | +10 | Halve finales en WK vrouwen onder 20            |
| 2   | Italië    | 3   | 1 | 1 | 1 | 4   | 3  | 3  | 0   | Halve finales en WK vrouwen onder 20            |
| 3   | Polen (G) | 3   | 1 | 1 | 1 | 4   | 6  | 7  | −1  | Play-off wedstrijd voor het WK vrouwen onder 20 |
| 4   | Zweden    | 3   | 0 | 0 | 3 | 0   | 0  | 9  | −9  |                                                 |

|                            |                 |           |                  |                                                                           |
| 15 juni 2025 18:00 (UTC+1) | Polen           | 1 - 1     | Italië           | Stalowa Wola Stadion, Stalowa Wola Scheidsrechter: Georgieva ( Bulgarije) |
| 15 juni 2025 18:00 (UTC+1) | Arasniewicz 63' | (verslag) | 90+2' Pellegrino | Stalowa Wola Stadion, Stalowa Wola Scheidsrechter: Georgieva ( Bulgarije) |

|                            |                                       |           |        |                                                              |
| 15 juni 2025 19:00 (UTC+1) | Frankrijk                             | 3 - 0     | Zweden | Stadium Rzeszów, Rzeszów Scheidsrechter: Grigonė ( Litouwen) |
| 15 juni 2025 19:00 (UTC+1) | Joseph 26' Effa Effa 63' Graziani 70' | (verslag) |        | Stadium Rzeszów, Rzeszów Scheidsrechter: Grigonė ( Litouwen) |

|                            |       |           |                                                              |                                                                           |
| 18 juni 2025 18:00 (UTC+1) | Polen | 0 - 6     | Frankrijk                                                    | Stal Mielecstadion, Mielec Scheidsrechter: Čelik ( Bosnië en Herzegovina) |
| 18 juni 2025 18:00 (UTC+1) |       | (verslag) | 8', 34', 54' Joseph 40' Swierot 74' Graziani 90+2' Ma. Mendy | Stal Mielecstadion, Mielec Scheidsrechter: Čelik ( Bosnië en Herzegovina) |

|                            |        |           |                |                                                                        |
| 18 juni 2025 19:00 (UTC+1) | Zweden | 0 - 1     | Italië         | Stalowa Wola Stadion, Stalowa Wola Scheidsrechter: Michel ( Duitsland) |
| 18 juni 2025 19:00 (UTC+1) |        | (verslag) | 37' Pellegrino | Stalowa Wola Stadion, Stalowa Wola Scheidsrechter: Michel ( Duitsland) |

|                            |        |           |                                                      |                                                               |
| 21 juni 2025 16:00 (UTC+1) | Zweden | 0 - 5     | Polen                                                | Stadion Miejski, Tarnobrzeg Scheidsrechter: Vuorio ( Finland) |
| 21 juni 2025 16:00 (UTC+1) |        | (verslag) | 6', 47' Araśniewicz 85' Wyrwas 90+3', 90+5' Gutowska | Stadion Miejski, Tarnobrzeg Scheidsrechter: Vuorio ( Finland) |

|                            |              |           |                                 |                                                                 |
| 21 juni 2025 16:00 (UTC+1) | Italië       | 1 - 2     | Frankrijk                       | Stadium Rzeszów, Rzeszów Scheidsrechter: Torkelsen ( Noorwegen) |
| 21 juni 2025 16:00 (UTC+1) | Sciabica 60' | (verslag) | 33' Lushimba Bilombi 74' Dufour | Stadium Rzeszów, Rzeszów Scheidsrechter: Torkelsen ( Noorwegen) |

## Groep B
| Pos | Team      | Wed | W | G | V | Ptn | DV | DT | +/− | Kwalificatie                                    |
| --- | --------- | --- | - | - | - | --- | -- | -- | --- | ----------------------------------------------- |
| 1   | Spanje    | 3   | 2 | 0 | 1 | 6   | 3  | 1  | +2  | Halve finales en WK vrouwen onder 20            |
| 2   | Portugal  | 3   | 2 | 0 | 1 | 6   | 6  | 3  | +3  | Halve finales en WK vrouwen onder 20            |
| 3   | Engeland  | 3   | 1 | 0 | 2 | 3   | 3  | 6  | −3  | Play-off wedstrijd voor het WK vrouwen onder 20 |
| 4   | Nederland | 3   | 1 | 0 | 2 | 3   | 2  | 4  | −2  |                                                 |

|                            |                                    |           |              |                                                                 |
| 15 juni 2025 17:00 (UTC+1) | Engeland                           | 2 - 1     | Nederland    | Stadion Miejski, Tarnobrzeg Scheidsrechter: Michel ( Duitsland) |
| 15 juni 2025 17:00 (UTC+1) | Ademiluyi 49' Rademaker 54' (e.d.) | (verslag) | 44' Zuidberg | Stadion Miejski, Tarnobrzeg Scheidsrechter: Michel ( Duitsland) |

|                            |          |           |                                  |                                                              |
| 15 juni 2025 17:00 (UTC+1) | Portugal | 0 - 2     | Spanje                           | Stal Mielecstadion, Mielec Scheidsrechter: Vuorio ( Finland) |
| 15 juni 2025 17:00 (UTC+1) |          | (verslag) | 45' (pen) Agote 57' Agirrezabala | Stal Mielecstadion, Mielec Scheidsrechter: Vuorio ( Finland) |

|                            |                                              |           |                        |                                                                    |
| 18 juni 2025 17:00 (UTC+1) | Portugal                                     | 4 - 1     | Engeland               | Stadion Miejski, Tarnobrzeg Scheidsrechter: Georgieva ( Bulgarije) |
| 18 juni 2025 17:00 (UTC+1) | Santiago 76', 89' Marques 78' Gago 82' (pen) | (verslag) | 45+2' (e.d.) Iara Lobo | Stadion Miejski, Tarnobrzeg Scheidsrechter: Georgieva ( Bulgarije) |

|                            |              |           |        |                                                                 |
| 18 juni 2025 17:00 (UTC+1) | Nederland    | 1 - 0     | Spanje | Stadium Rzeszów, Rzeszów Scheidsrechter: Torkelsen ( Noorwegen) |
| 18 juni 2025 17:00 (UTC+1) | Zuidberg 12' | (verslag) |        | Stadium Rzeszów, Rzeszów Scheidsrechter: Torkelsen ( Noorwegen) |

|                            |           |           |                             |                                                                           |
| 21 juni 2025 19:00 (UTC+1) | Nederland | 0 - 2     | Portugal                    | Stal Mielecstadion, Mielec Scheidsrechter: Čelik ( Bosnië en Herzegovina) |
| 21 juni 2025 19:00 (UTC+1) |           | (verslag) | 59' (pen) Gago 71' Kaminska | Stal Mielecstadion, Mielec Scheidsrechter: Čelik ( Bosnië en Herzegovina) |

|                            |              |           |          |                                                                        |
| 21 juni 2025 19:00 (UTC+1) | Spanje       | 1 - 0     | Engeland | Stalowa Wola Stadion, Stalowa Wola Scheidsrechter: Grigonė ( Litouwen) |
| 21 juni 2025 19:00 (UTC+1) | Librán 90+6' | (verslag) |          | Stalowa Wola Stadion, Stalowa Wola Scheidsrechter: Grigonė ( Litouwen) |

## Play-off voor WK onder 20
De winnaar van deze wedstrijd plaatst zich voor het  Wereldkampioenschap voetbal vrouwen onder 20 in 2025.
|                    |    |  |    |                                |
| 24 juni 2025 15:00 | 3A |  | 3B | Stadium Tarnobrzeg, Tarnobrzeg |
| 24 juni 2025 15:00 |    |  |    | Stadium Tarnobrzeg, Tarnobrzeg |

## Knock-outfase
In de knock-outfase worden alle wedstrijden zonder verlenging gespeeld, wanneer er na negentig minuten de stand gelijk is. Wanneer dit wel zo is, worden er gelijk strafschoppen genomen om de winnaar de bepalen.

## Speelschema
|  | Halve finale | Halve finale |         |   | Finale | Finale |
|  |              |              |         |   |        |        |
|  | 24 juni      |              |         |   |        |        |
|  |              |              |         |   |        |        |
|  | Spanje       | 2            |         |   |        |        |
|  | Spanje       | 2            | 27 juni |   |        |        |
|  | Italië       | 0            |         |   |        |        |
|  | Italië       | 0            | Spanje  | 4 |        |        |
|  | 24 juni      |              | Spanje  | 4 |        |        |
|  |              | Frankrijk    | 0       |   |        |        |
|  | Frankrijk    | Frankrijk    | 0       | 4 |        |        |
|  | Frankrijk    |              |         | 4 |        |        |
|  | Portugal     | 3            |         |   |        |        |
|  | Portugal     | 3            |         |   |        |        |

## Halve finales
|                    |                       |             |        |                                                          |
| 24 juni 2025 17:00 | Spanje                | 2 - 0 (n.v) | Italië | Stadium Mielec, Mielec Scheidsrechter: Vuorio ( Finland) |
| 24 juni 2025 17:00 | Dorado 92' Agote 119' | (Verslag)   |        | Stadium Mielec, Mielec Scheidsrechter: Vuorio ( Finland) |

|                    |                                                     |             |                                         |                                                                        |
| 24 juni 2025 20:00 | Frankrijk                                           | 4 - 3 (n.v) | Portugal                                | Stadium Stalowa Wola, Stalowa Wola Scheidsrechter: Grigonė ( Litouwen) |
| 24 juni 2025 20:00 | Graziani 7' Ma. Mendy 13', 92' Mé. Mendy 113' (pen) | (Verslag)   | 30' (pen) Gago 74' Martins 105+2' Costa | Stadium Stalowa Wola, Stalowa Wola Scheidsrechter: Grigonė ( Litouwen) |

## Finale
|                    |                                                  |           |           |                                                              |
| 27 juni 2025 20:00 | Spanje                                           | 4 - 0     | Frankrijk | Stadium Rzeszów, Rzeszow Scheidsrechter: Michel ( Duitsland) |
| 27 juni 2025 20:00 | Librán 23' Agote 35' Serrajordi 69' Bejarano 87' | (Verslag) |           | Stadium Rzeszów, Rzeszow Scheidsrechter: Michel ( Duitsland) |

## Gekwalificeerde landen voor het WK onder 20
De onderstaande zes UEFA-landen hebben zich gekwalificeerd voor het WK onder 20 jaar in 2025.
| Land      | Datum kwalificatie | Aantal deelnames op het WK onder 20 |
| --------- | ------------------ | ----------------------------------- |
| Polen     | 17 december 2023   | 0 (debuut)                          |
| Frankrijk | 18 juni 2025       | 9                                   |
| Italië    | 18 juni 2025       | 2                                   |
| Engeland  | 21 juni 2025       | 5                                   |
| Spanje    | 21 juni 2025       | 5                                   |
| Portugal  | 21 juni 2025       | 0 (debuut)                          |